# Mariana Rossi
Pour les articles homonymes, voir Rossi.
Mariana Rossi (née le 2 janvier 1979 à Vicente López) est une joueuse de hockey sur gazon argentine.

## Carrière
Mariana Rossi fait partie de l'équipe d'Argentine de hockey sur gazon féminin médaillée de bronze aux Jeux olympiques d'été de 2008 à Pékin. Elle remporte aussi la Coupe du monde en 2010.